# Barra Mansa
Barra Mansa – miasto w południowo-wschodniej Brazylii, w stanie Rio de Janeiro, nad rzeką Paraíba. W 2009 roku liczyła 176 966 mieszkańców. Dla porównania, w roku 1970 mieszkańców było 75,9 tys.
W mieście rozwinął się przemysł metalowy, spożywczy oraz chemiczny.
W mieście mają siedzibę kluby piłkarskie Barra Mansa FC, AA Barbará i Minas EC.